# Kunoy

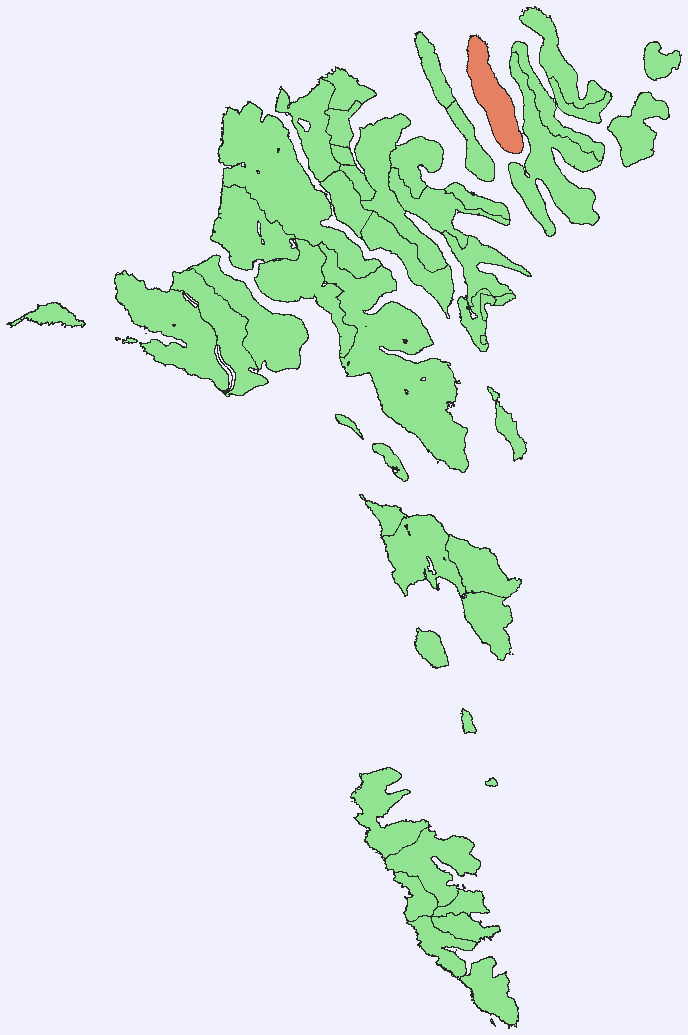
Localização da ilha de Kunoy

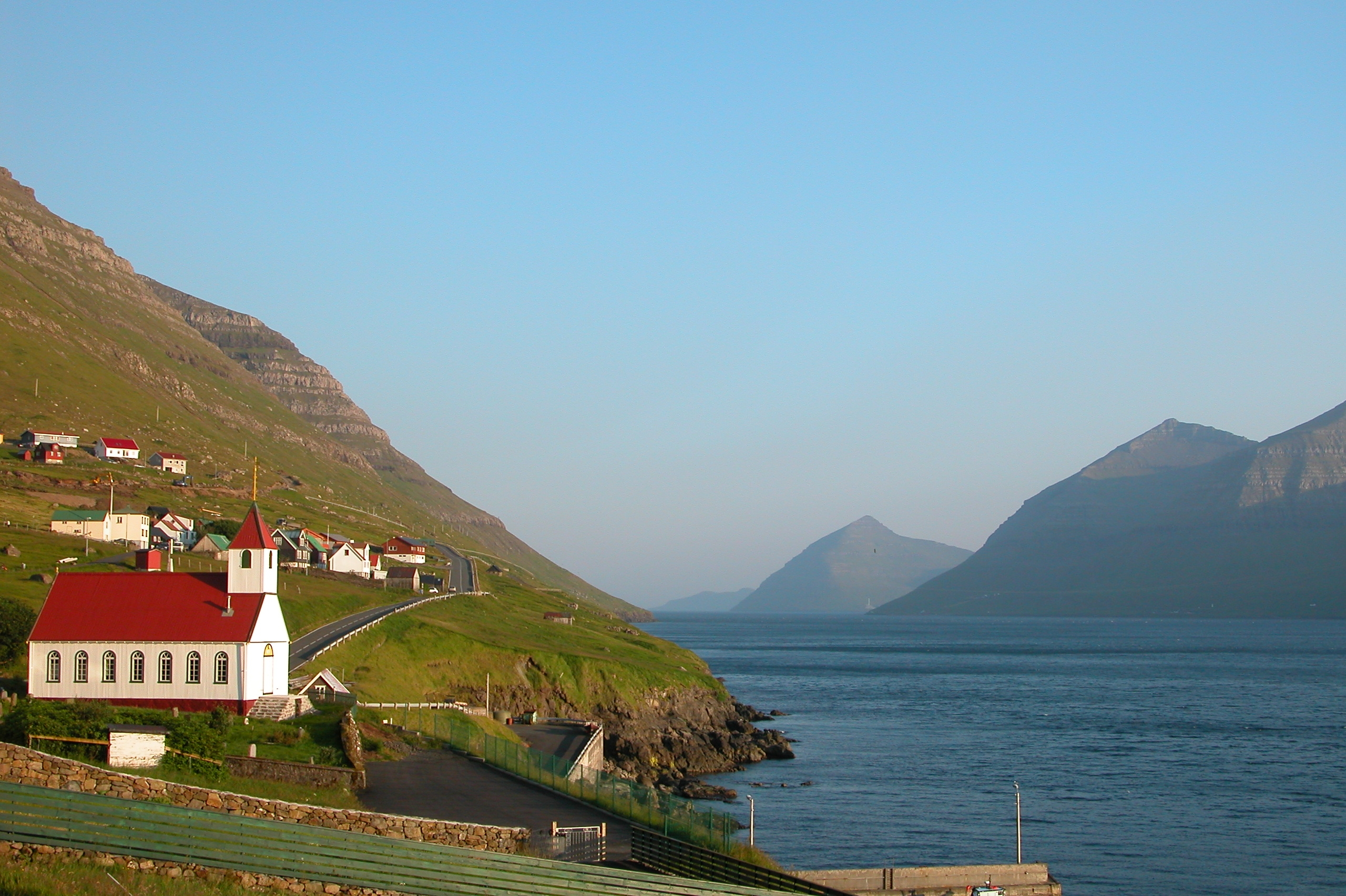
A povoação de Kunoy, na ilha de Kunoy

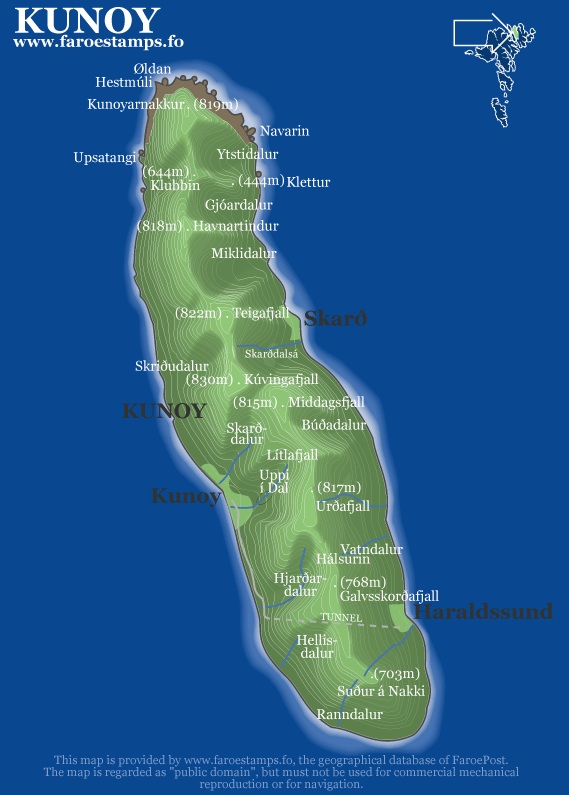
Mapa de Kunoy

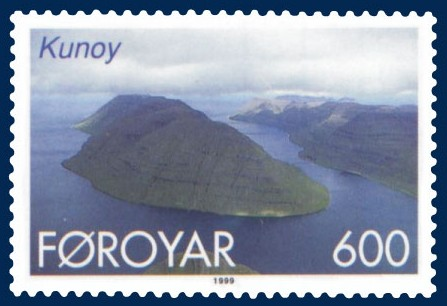
Selo mostrando Kunoy

Kunoy (significando a ilha mulher) é uma das Ilhas Faroés, localizada no nordeste do arquipélago, entre Kalsoy e Borðoy.
A sua área é de 35,5 km², sendo a oitava maior ilha do arquipélago.
É habitada por 134 pessoas, sendo a décima-primeira ilha mais habitada do arquipélago. A sua densidade populacional é de 3,8 habitantes/km ².
A mais alta das suas montanhas é Kúvingafjall, com 830 metros de altitude. A ilha possui no total 11 cumes de montanhas.
Pertence à comuna de Kunoy e apresenta apenas duas povoações, Kunoy (64 habitantes) e Haraldssund (70 habitantes).

## Povoações e transporte
Existem duas povoações em Kunoy: Kunoy, na costa ocidental e Haraldssund, na costa sudeste. Estas encontram-se ligadas por um túnel desde 1988. Haraldssund está ligada à ilha vizinha de Borðoy por um viaduto, na parte oriental de Kunoy. Antes da construção do viaduto, as viagens para a ilha eram feitas de barco. Nos dias de hoje, o autocarro 504 oferece um serviço de transporte regular através do viaduto, com uma rota partindo de Klaksvík, passando por Ánir, atravessando o viaduto para Haraldssund até ao túnel que conduz a Kunoy.
Uma terceira povoação, Skarð, foi palco de um acidente de pesca na noite de Natal de 1913, matando sete homens (toda a população masculina, excepto um jovem de 14 anos e um idoso de 70). As mulheres decidiram mudar-se para Haraldssund, encontrando-se a zona deserta actualmente.

## Pessoas
- Símun av Skarði (1872-1942), poeta faroês, político, professor e fundador da Føroya Fólkaháskúli, a escola secundária faroesa, nasceu em Skarð. Escreveu o hino nacional faroês, Mítt alfagra land.

## Montanhas
A ilha possui as seguintes onze montanhas, mostradas com a sua posição em termos de altitude no cômputo geral do arquipélago.
| Posição | Nome            | Altitude |
| ------- | --------------- | -------- |
| 4       | Kúvingafjall    | 830m     |
| 5       | Teigafjall      | 825m     |
| 6       | Kunoyarnakkur   | 819m     |
| 7       | Havnartindur    | 818m     |
| 8       | Urðafjall       | 817m     |
| 9       | Middagsfjall    | 805m     |
| 18      | Galvsskorafjall | 768m     |
| 42      | Suður á Nakki   | 703m     |
| 73      | Klubbin         | 644m     |
| 198     | Lítlafjall      | 471m     |
| 219     | Klettur         | 444m     |

## Lenda
Reza a lenda que as camadas de basalto situadas perto de um dos cumes da ilha guardam uma impressão das tábuas da Arca de Noé, que teria desembarcado nesta ilha. No entanto, nunca foi encontrada nenhuma tábua que confirmasse esta teoria.